# Mizuki Fukumura
Mizuki Fukumura (譜久村聖 Fukumura Mizuki), född 30 oktober 1996 i Tokyo, Japan, är en japansk sångerska. Hon var tidigare medlem i musikgruppen Morning Musume.

## Karriär
Fukumura blev medlem i Hello! Pro Kenshuusei år 2008 tillsammans med Rie Kaneko och Akari Takeuchi.
Den 26 augusti 2009 gick Fukumura med i gruppen Shugo Chara Egg!. I denna grupp var hon ledsångerska i sin debutsingel, "Watashi no Tamago", som släpptes i november 2009.
Under 2010 var Fukumura bakgrundsdansare i två av Erina Manos musikvideor, "Haru no Arashi" samt "Onegai Dakara...".
Fukumura blev medlem i Morning Musume den 2 januari 2011 tillsammans med Kanon Suzuki, Riho Sayashi och Erina Ikuta som en del av den nionde generationen. Hennes  debutsingel i Morning Musume, "Maji Desu ka Ska!", släpptes den 6 april 2011.
I oktober 2011 deltog Mizuki i musikalen och singeln "Reborn ~Inochi no Audition~".
I januari 2012 tilldelades Fukumura rollen som "Haru Akasaka" i Hello! Project-dramat Suugaku Joshi Gakuen.
Den 29 november 2023 tog hon examen från Morning Musume och Hello! Project i Yokohama Arena.

## Gruppmedlemskap
- Morning Musume (2011–2023)
- Hello! Project Mobekimasu (2011–2013)
- Shugo Chara Egg! (2009–2010)

## Film, TV och teater/musikaler
- 2009–2010 Shugo Chara! Party (anime)
- 2011 Bijo Gaku
- 2011 Sharehouse
- 2011 Greeting ~Fukumura Mizuki~
- 2011 Reborn ~Inochi no Audition~ (musikal)
- 2011– UstreaMusume
- 2012 Suugaku Joshi Gakuen
- 2012 Stacey's Shoujo Saisatsu Kageki (musikal)